# Colm Burke
Colm Burke (né le 17 janvier 1957) est un homme politique irlandais du Fine Gael qui est Teachta Dála (TD) pour le centre-nord de Cork depuis les élections générales de 2020. Il a auparavant été sénateur du Panel industriel et commercial de 2011 à 2020, Député européen pour la circonscription Sud de 2007 à 2009 et lord-maire de Cork de 2003 à 2004.

## Carrière
Il est membre du Parlement européen pour la circonscription Sud d'Irlande entre 2007 et 2009. Il est nommé en juin 2007, à la suite de la réélection de l'eurodéputé sortant Simon Coveney au Dáil Éireann. À la suite de l'abolition du cumul des mandats, Coveney choisit de rester dans la politique nationale et démissionne du Parlement européen. Burke siège ensuite en tant que député européen du Fine Gael et au Parti populaire européen. Il perd son siège aux élections du Parlement européen de 2009, tandis que son collègue du parti Fine Gael Seán Kelly lui succède.
Burke est membre du conseil municipal de Cork de 1999 à 2007 et lord-maire de Cork de 2003 à 2004. Il est élu au Seanad Éireann en avril 2011 et réélu en 2016. Il est le porte-parole du Fine Gael Seanad pour la santé.
Il se présente à l'élection partielle du centre-nord de Cork en 2019, mais est battu. Il est élu dans la circonscription de Cork-Centre-Nord aux élections générales de 2020.